# Teresa Barro
María Teresa Barro Muñoz-Ortiz (La Coruña, 8 de marzo de 1936)  es una traductora, y escritora española.

## Trayectoria
Estudió Filosofía y Letras en la Universidad de Santiago de Compostela y en la de Madrid. 
En 1962, se casó con Fernando Pérez Barreiro Nolla (1931-2010), con el que en 1964 se trasladan a Londres, donde trabaja como traductora. Tuvieron tres hijos: Ana, Beatriz y Gabriel
Ha realizado colaboraciones con distintas publicaciones de Galicia, como Grial, A Nosa Terra y Sermos Galiza. Vive en Lancaster, Inglaterra.

## Honores
- Miembro cofundadora del "Grupo de Trabajo Gallego de Londres".
- Académica correspondiente de la Real Academia Gallega.

## Obra
- Cartas a Rosalía, 133 pp. Ed. Do Castro. ISBN 8474920639 1981
- Introducción á Astroloxía, 1983
- Xavier Toubes: luz do norte, 32 pp. Con Xavier Toubes, Miguel Anxo Rodríguez. Ed. Marisa Marimón Galería de Arte. ISBN 8489423202 1999
- Dentro e fóra, 2002

### Ensayos
- Plan pedagóxico galego. Ed. Galaxia. 26 pp. 1971
- O atraso psicolóxico da Galiza: Cartas a Emilia Pardo Bazán[2]
- Myths and Mentalities, publicado por primera vez en Familienblatt, Zeitung für Ausstellung "Pedigree Pal-Neudefinition von Familie", vol. 1. Septiembre a 14 de octubre de 2001 en Shedhalle Zürich

### Traducciones
- Contos de Andersen. 1983
- Alicia no país das marabillas, de Lewis Carroll, junto con Fernando Pérez-Barreiro. Premio Nacional de Traducción de Libros Infantiles y Juveniles ISBN 848302912X
- Alicia do outro lado do espello
- Fábulas de Esopo